# Большое Озёрное
Большое Озёрное (до 1946 года Кляйн Заусгартен, нем. Klein Sausgarten) — поселок в Багратионовском районе (городском округе) Калининградской области России.

## Географическое положение
Расположено в 2 километрах к северу от российско-польской границы и в 3 километрах к востоку от Багратионовска.

## История
Впервые Кляйн Заусгартен упоминается в 1527 году. В период с 1874 по 1945 годы деревня находилась в составе общины Лошен района Прейсиш-Эйлау административного округа Кёнигсберг провинции Восточная Пруссия.
С 1945 года находится в составе СССР. В 1946 году переименовывается в Большое Озерное. До 2009 года поселок входил в состав Надеждинского сельсовета, с 2009 по 2016 — в составе Гвардейского сельского поселения.

## Население
На 1 декабря 1910 года в Кляйн Заусгартене проживало 135 человек, в 1933 году — 303 человека, в 1939 году — 274 человека.

### Современное
| 2002 | 2010 |
| ---- | ---- |
| 50   | ↗73  |

## Достопримечательности
К западу от поселка расположен памятный крест, посвященный сражению при Прейсиш-Эйлау 1807 года.